# Central nuclear de Trawsfynydd
La Central nuclear de Trawsfynydd  (en galés: Atomfa Trawsfynydd; en inglés: Trawsfynydd nuclear power station) es una estación eléctrica en desuso del tipo Magnox situado en Trawsfynydd en Gwynedd, Gales, Reino Unido. La construcción de la central eléctrica, que fue realizada por un consorcio formado por Crompton Parkinson, International Combustion, Fairey Engineering y Richardsons Westgarth, y conocido como el Poder Construcciones Atómicas (APC Atomic Power Constructions),  se inició en julio de 1959, y los dos reactores estuvieron en funcionamiento en marzo de 1965, con la estación siendo abierta en octubre de 1968, a un costo de 103 millones de libras. Fue cerrada desde 1991, y el sitio está en proceso de ser dado de baja por la Autoridad de Desmantelamiento Nuclear.